# Lityfikacja uderzeniowa
Lityfikacja uderzeniowa − proces tworzenia litej skały z luźnego materiału skalnego przy pomocy wysokiego ciśnienia i temperatury. Lityfikacja uderzeniowa jest typem lityfikacji, którego źródłem energii jest upadek na powierzchnię planety meteoroidu z dużą prędkością.